# Trochulina
Trochulina es un género de foraminífero bentónico de la familia Discorbidae, de la superfamilia Discorboidea, del suborden Rotaliina y del orden Rotaliida. Su especie tipo es Rotalia turbo. Su rango cronoestratigráfico abarca desde el Luteciense (Eoceno medio) hasta la Actualidad.

## Discusión
Trochulina ha sido considerado un sinónimo posterior de Discorbina.

## Clasificación
Trochulina incluye a la siguiente especie:
- Trochulina turbo

Otras especies consideradas en Trochulina son:
- Trochulina dimidiatus, aceptado como Lamellodiscorbis dimidiatus
- Trochulina mira, aceptado como Rotorbinella mira
- Trochulina rosea, aceptado como Rotorbinella rosea